# Biecz
Biecz é um município da Polônia, na voivodia da Pequena Polônia e no condado de Gorlice. Estende-se por uma área de 17,71 km², com 4 652 habitantes, segundo os censos de 2016, com uma densidade de 262,7 hab/km².